# Sea Life London Aquarium
Sea Life London Aquarium ou Aquário de Londres é um aquário localizado no piso térreo do County Hall na margem sul do rio Tâmisa em Londres próximo a famosa London Eye. Foi aberto em 1997. A direção do aquário afirma que cerca de um milhão de pessoas visitam o instituto.
O Aquário de Londres está envolvido em projetos de preservação e estudo do meio ambiente. O aquário possui uma coleção de tanques de água onde ficam expostas cerca de 400 espécies de peixes. O aquário inclui ainda três andares e 14 alas diferentes cada uma com suas particularidades (um córrego de água doce, informações sobre o Oceano Atlântico, rios e lagoas artificiais, réplica de recife de coral, uma pequena réplica de um manguezal e de uma floresta húmida).
Em abril de 2008 o aquário foi comprado pela Merlin Entertainments e mudou o nome para Sea Life Center.